# Черемховское муниципальное образование
Черемховское муниципальное образование — муниципальное образование со статусом сельского поселения в 
Черемховском районе Иркутской области России. Административный центр — посёлок Рысево.

## Демография
По результатам Всероссийской переписи населения 2010 года 
численность населения муниципального образования составила 1918 человек, в том числе 933 мужчины и 985 женщин.

## Населенные пункты
В состав муниципального образования входят населенные пункты
- Рысево
- Белобородова
- Кирзавод
- Муратова
- Новый Кутугун
- Поздеева
- Старый Кутугун
- Трактовая
- Чемодариха
- Шубина[2]